# یوگنیا مدودوا
یِوگنیا مدوِدِوا (روسی: Евгения Армановна Медведева؛ انگلیسی: Evgenia Medvedeva؛ زادهٔ ۱۹ نوامبر ۱۹۹۹) اسکیت‌باز نمایشی اهل روسیه است. او دو بار در سال‌های ۲۰۱۶ و ۲۰۱۷ قهرمان جهان و قهرمان اروپا شده‌است.